# NABU
|  | Aquest article tracta sobre l'associació per a la protecció de la natura alemanya. Vegeu-ne altres significats a «Nabu». |

El Naturschutzbund Deutschland e.V., més conegut amb l'acròstic NABU, és una Organització no governamental (ONG) alemanya que actua per a la protecció de la natura al seu país d'origen i al nivell internacional. És l'associació mediambiental més nombrosa i antiga d'Alemanya i s'interessa particularment a la protecció dels rius, dels boscs i de certes espècies.

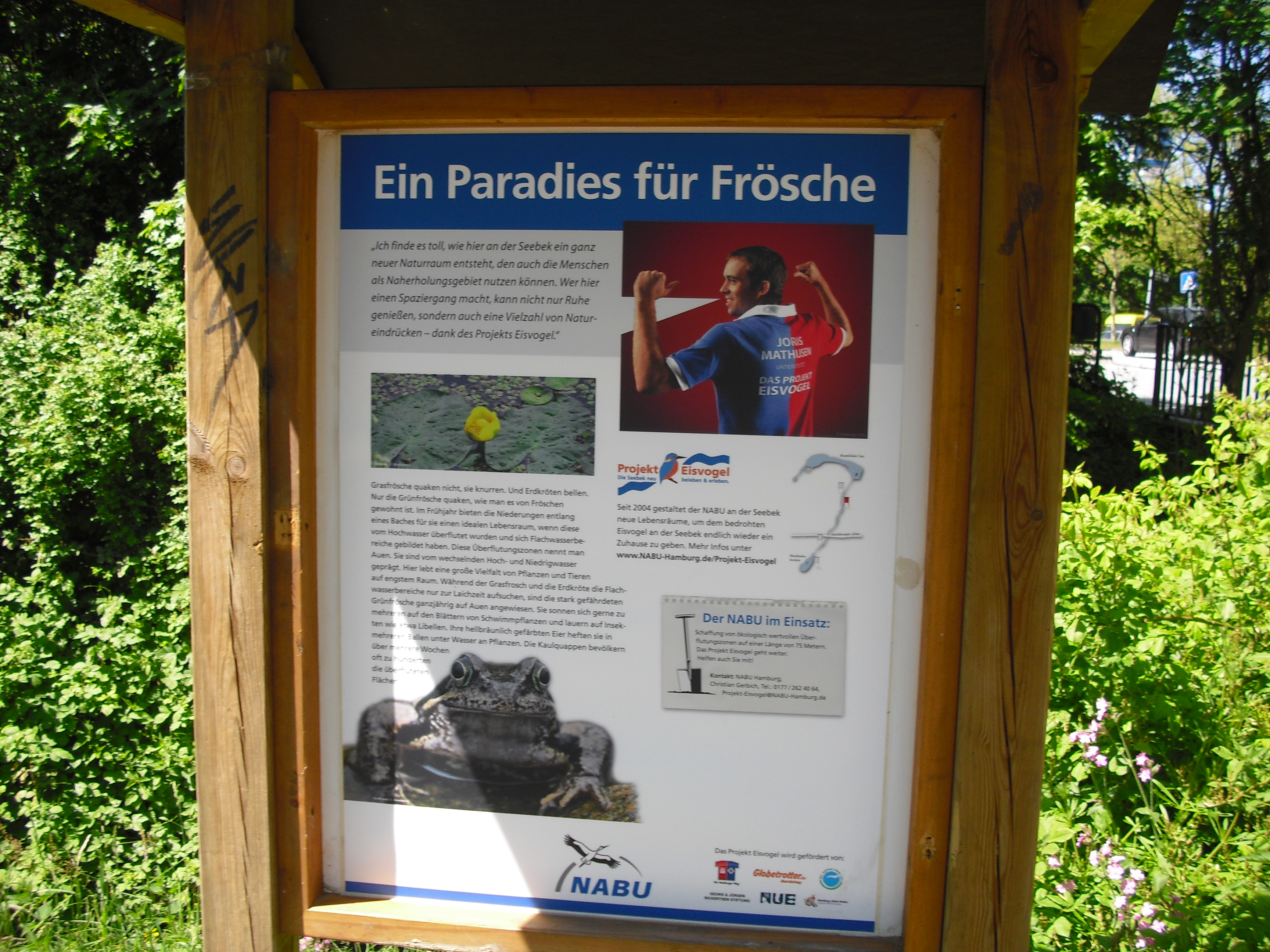
Taula d'informació amb el logotip de l'associació al marge del riu Seebek a Hamburg

Lina Hähnle, l'esposa d'un fabricant de Suàbia va crear-la el 1899 en veure «a insuportable explotació de la natura sense consideració». De 460.000 socis al febrer 2010 va créixer a 620.000 a principis de 2017 i queda així una de les associacions més grans d'Alemanya. Té uns 2000 grups locals a tot arreu d'Alemanya. NABU va afiliar-se amb l'organització mundial BirdLife International.
El NABU administra projectes concrets de protecció i instituts de recerca científica; organitza la formació i la protecció de la natura i condueix campanyes de sensibilització. El govern federal alemany va reconèixer l'associació com organització d'interès públic i té per tant l'obligació de consultar-la quan tracta temes ecològics de l'esfera de les seves competències.
Des de 2003, el president n'és en Olaf Tschimpke.